# Gámeza
Gámeza è un comune della Colombia facente parte del dipartimento di Boyacá.
Il centro abitato venne fondato da un gruppo di frati agostiniani nel 1595.